# Yavoriv
Yavoriv (tiếng Ukraina: Яворів, tiếng Ba Lan: Lwów) là một thành phố của Ukraina. Thành phố này thuộc tỉnh Lviv. Thành phố này có diện tích ? km2, dân số theo điều tra dân số năm 2022 là 12785 người.